# Coco Yoshizawa
Coco Yoshizawa (japonês: 吉沢 恋, Hepburn: Yoshizawa Koko, Kanagawa, 22 de setembro de 2009) é uma skatista profissional japonesa.

## Carreira
Yoshizawa nasceu em 22 de setembro de 2009 em Kanagawa, Japão, e cresceu em Sagamihara. Aos sete anos, ela experimentou o skate pela primeira vez por influência de seu irmão. Ela inicialmente viu isso como "apenas um hobby" e aprendeu truques com alguém em um parque local. Aos 11 anos, ela assistiu às Olimpíadas de Tóquio 2021 e viu Momiji Nishiya, de 13 anos, ganhar a medalha de ouro com um movimento que Yoshizawa já conseguia executar. Ela não tinha telefone na época e não usava mídia social e, portanto, "não estava conectada à cultura do skate [e] ela e sua família não tinham ideia de quão boa ela era", de acordo com a revista Self.
Após as Olimpíadas de 2021, Yoshizawa começou a competir em torneios. Ela participou do campeonato nacional japonês naquele ano e ficou em quinto lugar. Em 2022, ela competiu no Aberto do Japão, terminando em oitavo. Ela ficou em segundo lugar no torneio Uprising Tokyo de 2023 e mais tarde naquele ano ficou em quinto lugar no Campeonato Mundial. Em 2024, ela ganhou o bronze no World Skateboarding Tour Dubai de 2024, competindo no evento de patinação de rua. Ela competiu na Série de Qualificação Olímpica de 2024 e ficou em terceiro lugar no primeiro evento, depois em primeiro no segundo para garantir a qualificação para as Olimpíadas de Verão de 2024, tendo 14 anos nos jogos.
Nas semifinais das Olimpíadas de 2024, Yoshizawa registrou a maior pontuação, com 258,92 pontos, garantindo uma vaga na final. Na ocasião, ela realizou com sucesso um big spin flip frontside boardslide e ganhou a medalha de ouro com uma pontuação de 272,75, à frente de Liz Akama e Rayssa Leal.